# Hubert Colin de Verdière
Pour les articles homonymes, voir Colin de Verdière.
 (juillet 2018).
Hubert Colin de Verdière, né le 31 octobre 1941 à Roubaix, est un diplomate français, ambassadeur de France en Algérie à deux reprises. Il a été remplacé en novembre 2006 par Bernard Bajolet.

## Formation
Hubert Colin de Verdière est un ancien élève de l'École nationale d'administration, promotion Robespierre (1968-1970).

## Carrière diplomatique
Hubert Colin de Verdière est titularisé  en qualité de secrétaire des Affaires étrangères le 1er juin 1970. Il est mis à la disposition du ministère de la Santé publique et de la Sécurité sociale jusqu'en 1971, année où il intègre la direction des affaires économiques et financières du ministère des Affaires étrangères, poste qu'il conservera jusqu'en 1973.
Il exerce ensuite les fonctions suivantes :
- 1973-1975 : Premier secrétaire à  Canberra,
- 1975-1977 : Premier secrétaire à Alger,
- 1977-1979 : Deuxième conseiller au même poste,
- 1980-1983 : Délégué dans les fonctions de sous-directeur pour l'Afrique du Nord et Moyen-Orient,
- 1983-1984 : Deuxième conseiller à Madrid,
- 1984-1987 : Premier conseiller au même poste,
- 1987-1991 : Ambassadeur extraordinaire et plénipotentiaire à Abou Dabi,
- 1991-1994 : Ambassadeur extraordinaire et plénipotentiaire à Téhéran,
- 1994-1995 : Directeur des Nations unies et des organisations internationales,
- 1995-1996 : Directeur du cabinet du ministre des Affaires étrangères,
- septembre 1996 : Ambassadeur extraordinaire et plénipotentiaire à Moscou[1],
- février 1997 : Ambassadeur extraordinaire et plénipotentiaire à Douchanbé (en résidence à Moscou),
- 2000-2002 : Ambassadeur, Haut Représentant en Algérie,
- 2002-2004 : Secrétaire général du ministère des Affaires étrangères,
- 2003 : Élevé à la dignité d'Ambassadeur de France
- 2004-2006 : Ambassadeur, Haut Représentant en Algérie.

## Décorations
- Commandeur de la Légion d'honneur, 14 juillet 2006, (Décret du 13 juillet 2006).
- Officier de l'ordre national du Mérite